# Galántai Zoltán
Galántai Zoltán (Dunaújváros, 1964. augusztus 12.) magyar jövőkutató, tudomány- és technikatörténész, író. Írói nevei: Adalbert Pseudo-Stifter, W. Hamilton Green, Kamóni Ágoston.

## Életpályája
Az Eötvös Loránd Tudományegyetem Bölcsészettudományi Karán szerzett magyar – történelem – tudomány- és technikatörténet szakos diplomát 1989-ben. Ezt követően a Magyar Tudományos Akadémia ösztöndíjasa volt három évig. Ekkor lett a Budapesti Műszaki Egyetem (1992-től Budapesti Műszaki és Gazdaságtudományi Egyetem) Filozófia tanszékének tanársegéde. 1996-ban az egyetemen működő Cybermédia Kutatócsoport vezetője lett, egy évvel később adjunktusi megbízást kapott. A kutatócsoportot 2002-ig vezette. Szintén 2002-ben megszerezte PhD-fokozatát multidiszciplináris műszaki és filozófiai tudományokból és később átvehette egyetemi docensi kinevezését is. 2003-tól az egyetem Távoli Jövő Kutatócsoportjának alapítója és vezetője. 1993 és 2002 között az Országos Tudományos Kutatási Alap (OTKA) több tudomány- és technikatörténeti téma vezetője, 2003 és 2005 között a közgazdaság-tudományi és jövőkutatási zsűri tagja volt. 2002 és 2006 között az MTA Jövőkutatási Bizottságának tagjaként, 2005–2006-ban titkáraként is dolgozott, 2008-tól az Akadémia Tudomány- és Technikatörténeti Bizottságának titkára. 1999 és 2001 között Bolyai János-ösztöndíjjal kutatott.
Egyetemi oktatói munkája mellett jelentős tudomány-népszerűsítő és írói munkássága is: több ilyen tárgyú televíziós műsor főszerkesztőjeként tevékenykedett: (Jövőnéző, TV3, 1998–2000; Delta, Magyar Televízió, 2000–2001). 2000–2001-ben a stop! internetes portál főszerkesztője, 2006–2007-ben a Civil Rádió tudományos műhelyének vezetője volt. Íróként többek között a science-fiction műfajában alkot, több könyve jelent meg, az első 1992-ben. Nevéhez fűződik az első magyar steampunk regény, a Mars 1910 megalkotása. Több könyvét álnéven írta meg (W. Hamilton Green, Pseudo-Stifter, Adalbert). Többek között a Szépírók Társasága, a Magyar Írószövetség science-fiction szakosztályának, a Magyar UNESCO-bizottság, a Magyar Irodalomtörténeti Társaság tagja és a József Attila Kör tiszteletbeli tagja. 2007-től az Űrvilág című internetes folyóirat egyik rovatának szerkesztője. 2010-ben megalapította a Jövőobszervatórium Kutatócsoportot (BME). 1996-ban Móricz Zsigmond irodalmi ösztöndíjban részesült.

## Kutatási területei
- a SETI-programok és a távoli jövő, valamint
- a technika társadalmi hatása a 21. században és a technikai fejlődés etikai problémái a jövőben.

## Főbb publikációi

### Tudományos közlemények
- Légy boldog az Interneten. Kalauz kezdőknek (Komáromy Gáborral, 1995)
- Marscsatornák, angyalok, földönkívüliek. Az idegen civilizációk kutatásának kultúrtörténete (1996)
- A világgépezet; Uránusz, Bp., 1996
- Légy boldog a weben (Komáromy Gáborral, 1997)
- A csapkodószárnyas repülőgépek története (1997)
- Galántai Zoltán–Komáromy Gábor: Web page saját kezűleg; Virgil, Bp., 1997
- Élettudományok az interneten (1998)
- Számítógépes kultúra: kihívás és fenyegetés; szerk. Galántai Zoltán; Uránusz, Bp., 1998 (A Cybermédia kutatócsoport könyvei)
- A nagy adatrablás. A vírusírók és a komputerkalózok világáról; Kossuth, Bp., 1998
- e-privacy olvasókönyv (2003)
- Információs társadalom, mint a megfigyelések társadalma; szerk. Galántai Zoltán; Arisztotelész, Bp., 2004
- Majdnem az örökkévalóságig. A távoli jövő kutatása (2004)
- Humans or Software – Who or What will be able to Defend Cybersace? (2006)
- Virtual Identites – from Avatars to Zombies (könyvfejezet, 2006)
- After Kardashev: Farewell to Super Civilizations (2006)
- Internet Security and Risk (társszerk., 2007)
- Almár Iván–Galántai Zoltán: Ha jövő, akkor világűr. Gondolatok az emberiség jövőjéről, világűrről, kozmikus hatásokról és kapcsolatokról; Typotex, Bp., 2007
- Biopolitikák és kozmoszok (2009)
- A Wikipédia és a tudomány jövője. Magyar Tudomány, 2010. 7. sz.
- Könyvkettő. A könyv, az írás és az irodalom jövőjéről (2013)
- A földönkívüliek, a tudomány és az ufológia. Magyar Tudomány, 2015. 8. sz.
- Monoverzumok. Kozomosz, törvény, tudomány (2016)
- Bolyongás a borgesi könyvtárban (2018)
- Újabb beszélgetések a világok sokaságáról (2019)

### Irodalmi munkái
- Adalbert Pseudo-Stifter: Nyárutó; HungAvia-Kráter, Bp., 1992 (Fekete-piros füzetek)
- A kristálykő bajnoka. A hemorion; Holnap, Bp., 1992
- Őszbirodalom (novellák, 1994)
- W. Hamilton Green: Abyss; Valhalla Páholy, Bp., 1997
- W. Hamilton Green: Renegátok. A kardok könyve; Valhalla Páholy, Bp., 1997
- W. Hamilton Green: Mars 1910; Valhalla Páholy, Bp., 1997
- Eddington, télkirály. Regény; Pont, Bp., 2000
- W. Hamilton Green: A Negyedik Birodalom (2002)
- Tlön – Budapest. Labirintusregény (2024)